# Андејл (Канзас)
Андејл (енгл. Andale) град је у америчкој савезној држави Канзас.

## Демографија
По попису из 2010. године број становника је 928, што је 162 (21,1%) становника више него 2000. године.
| Група             | 2000.       | 2010.       |
| Белци             | 749 (97,8%) | 899 (96,9%) |
| Афроамериканци    | 0 (0,0%)    | 0 (0,0%)    |
| Азијати           | 0 (0,0%)    | 0 (0,0%)    |
| Хиспаноамериканци | 12 (1,6%)   | 21 (2,3%)   |
| Укупно            | 766         | 928         |